# 비서성
비서성(秘書省)은 황실 및 군주제 중국, 한국, 베트남의 중앙 정부 기관으로서 군주의 수집 문서들을 전반적으로 유지 관리하고 보관하는 역할을 담당했다. 한국에서는 고려 경적과 축문작성 등에 관한 일을 관장하던 관청이자 궁궐 밖에 있는 도서관이었으며 이곳에서 선비들에게 책을 빌려주었다.